# Zbrza (powiat kielecki)
Zbrza – wieś w Polsce położona w województwie świętokrzyskim, w powiecie kieleckim, w gminie Morawica.
W latach 1975–1998 miejscowość należała administracyjnie do ówczesnego województwa kieleckiego.
Wieś stanowi sołectwo gminy Morawica.

## Części miejscowości
| SIMC    | Nazwa               | Rodzaj         |
| ------- | ------------------- | -------------- |
| 0254568 | Dąbie-Góra          | część wsi      |
| 0254574 | Kowalówka           | część wsi      |
| 0254580 | Nowa Wieś           | część wsi      |
| 0254597 | Podwale             | część wsi      |
| 0254605 | Stara Wieś          | część wsi      |
| 0254611 | Szymanówka          | część wsi      |
| 0254545 | Chałupki Zbrzańskie | przysiółek wsi |
| 0254551 | Chełstów-Wojda      | przysiółek wsi |

## Historia
Zbrza – w wieku XIX wieś w powiecie jędrzejowskim, gminie Sobków, parafii Brzeziny. Wieś położona 14 wiorst na południe od Kielc.
Według Słownika geograficznego Królestwa Polskiego z roku 1895, odkryto tu łupki należące do formacji sylurskiej. Wieś wchodziła w skład dóbr Dębska Wola, mając wówczas 29 osady i 289 mórg.
W 1827 roku było 22 domy 159 mieszkańców. Zbrzańska Wola natomiast posiadała 3 domy i 32 mieszkańców
Opisu złóż w Zbrzy dokonał w XIX wieku. L. Zejszner „Opis geologiczny formacyi sylurycznej, odkrytej we wsi Zbrzy przy Dębskiej Woli na południe od Kielc” (Rocznik Towarzystwa Naukowego Krakowskiego 1869).